# Cyrtoclytus callizonus
Cyrtoclytus callizonus là một loài bọ cánh cứng trong họ Cerambycidae.